# Kuremaa
Kuremaa (ili Kurema, njem. Jenselsche See) je jezero u Estoniji, smješteno u okrugu Jõgeva na istoku države. Nalazi se dva kilometra sjeverno od naselja Palamuse. 
Površina jezera je 397 ha. Jezero je prosječno duboko 5,9 m, a najveća dubina iznosi 13,3 metra. Iz jezera otiče rijeka Amme, lijeva pritoka Emajõgi.

## Vanjske poveznice
|  | Zajednički poslužitelj ima još gradiva o temi Kuremaa |